# ルーベンスの家
ルーベンスの家（ルーベンスのいえ、蘭: Rubenshuis）は、ベルギー、アントウェルペンのワッパー広場にある博物館である。もともとは、画家のピーテル・パウル・ルーベンスが住居兼アトリエとして使用していた。

## 来歴
ルーベンスが1610年11月に購入した。それより前は、フレミッシュ・ルネサンス様式の家であったが、数年の歳月をかけてイタリア風の家に改築された。中庭とフランドル・イタリアルネサンス様式の外庭の間にあるバロック様式の柱廊のデザインは、ルーベンス自身が手がけた。庭園には、メルクリウスとミネルヴァの像が設置されている。
ルーベンスは、この家を住居兼アトリエとして使用した。ルーベンスは、1640年5月に亡くなるまでのおよそ29年間、この家に家族とともに住んでいた。
ルーベンスの死後、家の所有者は転々と変わった。18世紀と19世紀にそれぞれ1回ずつ、アントウェルペン市が家を手に入れようと試みるが、失敗に終わる。1937年、市がこの邸宅を買い上げた。家は第二次世界大戦で被害を受けたが、終戦後の1946年に再建され、市立博物館としてオープンした。

## コレクション
館内には、ルーベンスの自画像や『聖アンデレの殉教』『アダムとイヴ』、ティントレットの『アレクサンドリアの聖カタリナに殉教を予告する天使』などが展示されている。

『自画像』
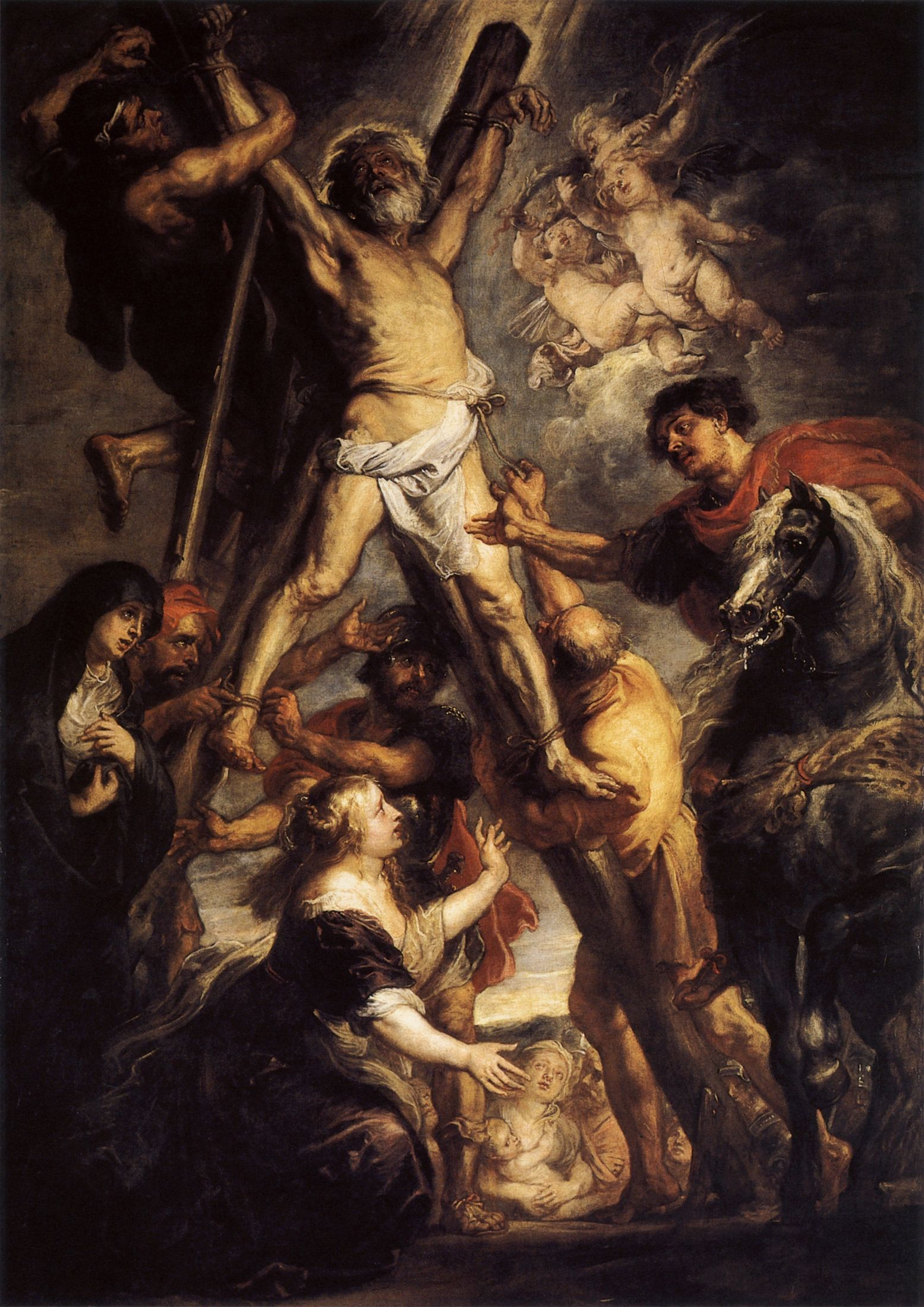
『聖アンデレの殉教』
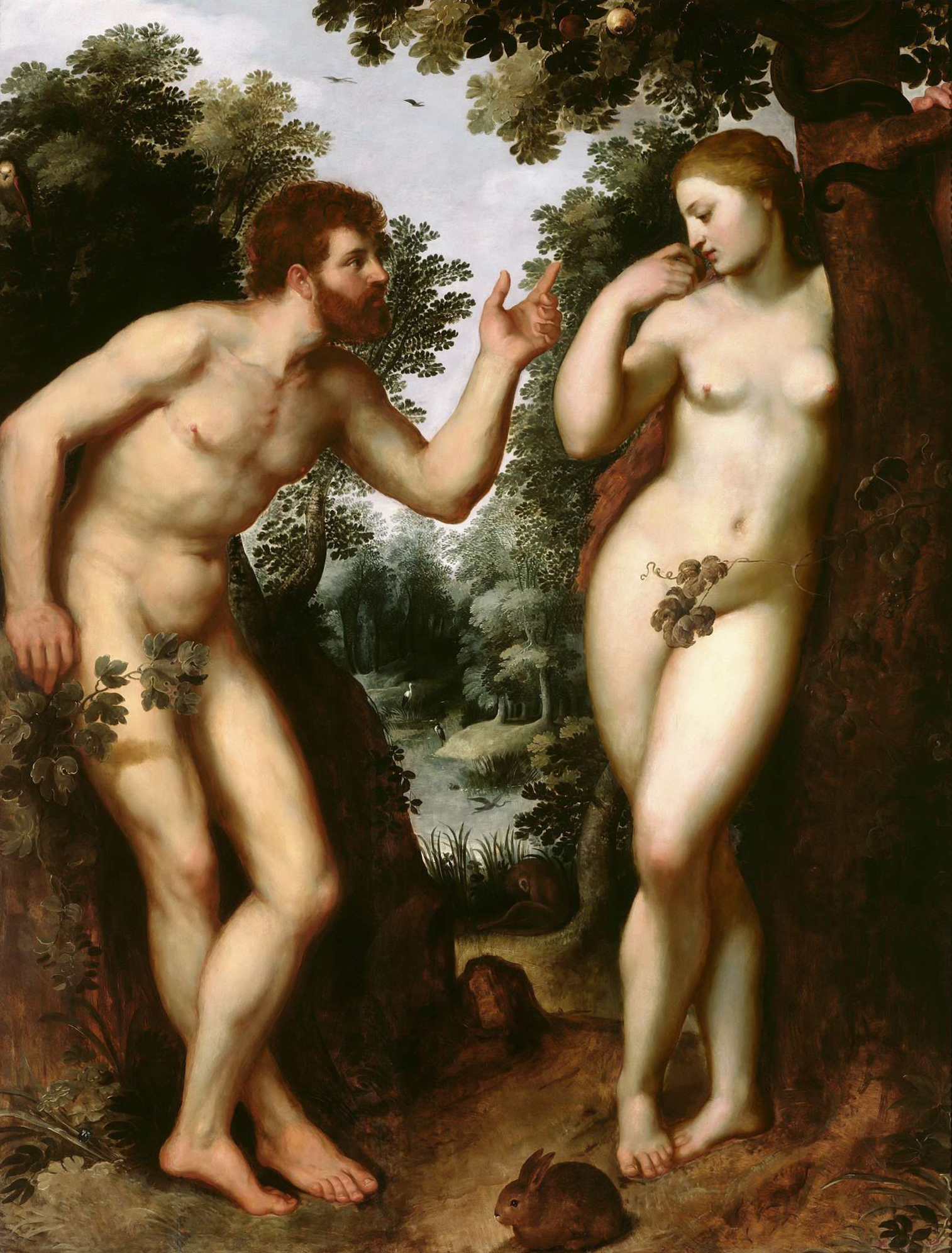
『アダムとイヴ』